# Lưu Học Minh
Lưu Học Minh (tiếng Trung: 劉學銘, sinh ngày 19 tháng 10 năm 1995 ở Hồng Kông) là một cầu thủ bóng đá Hồng Kông thi đấu ở vị trí trung vệ cho câu lạc bộ tại Giải bóng đá ngoại hạng Hồng Kông Southern.

## Sự nghiệp câu lạc bộ
Lưu từng đến tập luyện tại Aston Villa ở Premier League và Barcelona ở La Liga. Ngày 26 tháng 11 năm 2014, Lưu ghi bàn thắng đầu tiên trong sự nghiệp cho YFCMD trước Yuen Long, với thất bại 1-2. Năm 2015, Lưu gia nhập câu lạc bộ tại Giải bóng đá ngoại hạng Hồng Kông Dreams Metro Gallery. Ngày 27 tháng 9 năm 2015, Lưu ghi bàn thắng đầu tiên cho Dreams Metro Gallery trước Yuen Long, với chiến thắng 3:2.
Vào tháng 6 năm 2016, Lưu ký hợp đồng với Southern.

## Sự nghiệp quốc tế
Ngày 1 tháng 6 năm 2022, Lau ra mắt quốc tế cho Hồng Kông trong trận giao hữu với Malaysia.

## Gia đình
Lưu Học Minh và người em Lưu Gia Minh đều là cầu thủ bóng đá Hồng Kông.